# Калузько-Ризька лінія
«Калузько-Ризька лінія» (рос. Калужско-Рижская линия, КРЛ) — хронологічно шоста лінія Московського метро. Відкрита в 1968 році. На схемах позначається помаранчевим кольором і числом .
На лінії є ділянки як глибокого, так і мілкого закладення; відкритих ділянок немає. Між станціями «Бабушкінська» і «Медведково» розташований критий метроміст через Яузу.
Лінія проєктувалася як два окремих радіуса —  Ризький і Калузький (відкриті в 1958 році і 1962 році, відповідно), від станцій Кільцевої лінії, без з'єднання у діаметрі через центр міста. Тільки в 1971 році вони були об'єднані в одну лінію, після побудови центральної частини, що з'єднала станції «Жовтнева» і «Проспект Миру». КРЛ також перша лінія у Москві що отримала станцію з працюючою кросплатформовою пересадкою — «Китай-город». Ризький радіус приблизно прямує на північ під проспектом Миру, тоді як Калузький радіус прямує на південний захід під Профсоюзною вулицею.
Довжина лінії становить 37,8 км, на ній розташовано 24 станцій. Середній час поїздки по лінії 55,5 хвилини.

## Хронологія відкриття дистанцій і станцій
| Дистанція                    | Дата відкриття   | Довжина |
| ---------------------------- | ---------------- | ------- |
| Проспект Миру — ВДНХ         | 1 травня 1958    | 4.5 км  |
| Жовтнева — Нові Черемушки    | 13 жовтня 1962   | 12.6 км |
| Нові Черемушки — Калузька    | 15 квітня 1962   | 14.1 км |
| Жовтнева — Китай-город       | 30 грудня 1970   | 3.1 км  |
| Проспект Миру — Китай-город  | 31 грудня 1971   | 3.1 км  |
| Нові Черемушки — Беляєво     | 12 серпня 1974   | 2.2 км  |
| ВДНХ — Медведково            | 30 вересня 1978  | 8.1 км  |
| Шаболовська                  | 6 листопада 1980 |         |
| Беляєво — Теплий Стан        | 6 листопада 1987 | 2.9 км  |
| Теплий Стан — Новоясенєвська | 17 січня 1990    | 3.6 км  |
| Загалом:                     | 24 станції       | 37.8 км |

## Депо і рухомий склад

### Депо
| Депо             | Роки обслуговування |
| ---------------- | ------------------- |
| «Червона Пресня» | 1958 — 1972         |
| «Калузьке»       | з 1964              |
| «Свіблово»       | з 1978              |

### Кількість вагонів у потягах
| Кількість вагонів | Роки        |
| ----------------- | ----------- |
| 4                 | 1958 — 1972 |
| 6                 | 1972 — 1980 |
| 7                 | 1980 — 1987 |
| 8                 | з 1987      |

### Типи вагонів, що використовуються на лінії
| Тип вагонів                        | Роки                                  |
| ---------------------------------- | ------------------------------------- |
| Г                                  | 1958 — 1982                           |
| Е, Еж, Еж1, Ем-508, Ем-509         | 1972 — 1996                           |
| 81-717/714, 81-717.5/714.5         | з 1987                                |
| 81-717.5М/714.5М                   | з 1993                                |
| 81-760/761 «Ока»                   | 2017 — 2018, з 2021                   |
| 81-760А/761А/763А «Ока»            | в 2018, з 2021                        |
| 81-765/766/767 «Москва»            | з 14 травня 2018                      |
| 81-765.3/766.3/767.3 «Москва»      | 2018 — 2020, з 2021                   |
| 81-765.4/766.4/767.4 «Москва-2019» | 8 жовтня 2019 — березень 2020, з 2021 |
| 81-775/776/777 «Москва-2020»       | з 1 грудня 2020                       |

На 2010 рік, на лінії задіяно близько 700 вагонів

## Станції
|  | Назва станції       | Дата відкриття   | Пере- садки                     | Глибина, м | Тип конструкції                           | Координати                                                          | Фото |
|  | ------------------- | ---------------- | ------------------------------- | ---------- | ----------------------------------------- | ------------------------------------------------------------------- | ---- |
|  | Медведково          | 30 вересня 1978  |                                 | −10        | колонна мілкого закладення трипрогінна    | 55°53′14″ пн. ш. 37°39′41″ сх. д. / 55.8872° пн. ш. 37.6613° сх. д. |      |
|  | Бабушкінська        | 30 вересня 1978  |                                 | −10        | односклепінна мілкого закладення          | 55°52′10″ пн. ш. 37°39′52″ сх. д. / 55.8694° пн. ш. 37.6644° сх. д. |      |
|  | Свіблово            | 30 вересня 1978  |                                 | −8         | колонна мілкого закладення трипрогінна    | 55°51′19″ пн. ш. 37°39′10″ сх. д. / 55.8552° пн. ш. 37.6527° сх. д. |      |
|  | Ботанічний сад      | 30 вересня 1978  | Ботанічний сад                  | −7         | колонна мілкого закладення трипрогінна    | 55°50′42″ пн. ш. 37°38′18″ сх. д. / 55.8449° пн. ш. 37.6383° сх. д. |      |
|  | ВДНХ                | 1 травня 1958    | Виставковий центр               | −53,5      | пілонна трисклепінна                      | 55°49′16″ пн. ш. 37°38′28″ сх. д. / 55.8211° пн. ш. 37.6411° сх. д. |      |
|  | Олексіївська        | 1 травня 1958    |                                 | −51        | пілонна трисклепінна                      | 55°48′32″ пн. ш. 37°38′20″ сх. д. / 55.8088° пн. ш. 37.6390° сх. д. |      |
|  | Ризька              | 1 травня 1958    | Ризька                          | −46        | пілонна трисклепінна                      | 55°47′37″ пн. ш. 37°38′10″ сх. д. / 55.7936° пн. ш. 37.6362° сх. д. |      |
|  | Проспект Миру       | 1 травня 1958    | Проспект Миру                   | −50        | пілонна трисклепінна                      | 55°46′52″ пн. ш. 37°37′54″ сх. д. / 55.7812° пн. ш. 37.6318° сх. д. |      |
|  | Сухаревська         | 5 січня 1972     |                                 | −43        | пілонна трисклепінна                      | 55°46′24″ пн. ш. 37°37′55″ сх. д. / 55.7733° пн. ш. 37.6319° сх. д. |      |
|  | Тургенєвська        | 5 січня 1972     | Чисті пруди Сретенський бульвар | −49        | пілонна трисклепінна                      | 55°45′58″ пн. ш. 37°38′15″ сх. д. / 55.7661° пн. ш. 37.6374° сх. д. |      |
|  | Китай-город         | 3 січня 1971     | Китай-город                     | −29        | колонна глибокого закладання трисклепінна | 55°45′19″ пн. ш. 37°38′00″ сх. д. / 55.7553° пн. ш. 37.6333° сх. д. |      |
|  | Третьяковська       | 3 січня 1971     | Новокузнецька Третьяковська     | −46        | пілонна трисклепінна                      | 55°44′28″ пн. ш. 37°37′39″ сх. д. / 55.7412° пн. ш. 37.6274° сх. д. |      |
|  | Жовтнева            | 13 жовтня 1962   | Жовтнева                        | −50        | пілонна трисклепінна                      | 55°43′50″ пн. ш. 37°36′40″ сх. д. / 55.7306° пн. ш. 37.6112° сх. д. |      |
|  | Шаболовська         | 6 листопада 1980 |                                 | −46,5      | пілонна трисклепінна                      | 55°43′11″ пн. ш. 37°36′30″ сх. д. / 55.7198° пн. ш. 37.6083° сх. д. |      |
|  | Ленінський проспект | 13 жовтня 1962   | Площа Гагаріна                  | −16        | колонна мілкого закладення трипрогінна    | 55°42′28″ пн. ш. 37°35′10″ сх. д. / 55.7077° пн. ш. 37.5861° сх. д. |      |
|  | Академічна          | 13 жовтня 1962   |                                 | −8,5       | колонна мілкого закладення трипрогінна    | 55°41′16″ пн. ш. 37°34′24″ сх. д. / 55.6877° пн. ш. 37.5733° сх. д. |      |
|  | Профсоюзна          | 13 жовтня 1962   |                                 | −7         | колонна мілкого закладення трипрогінна    | 55°40′41″ пн. ш. 37°33′46″ сх. д. / 55.6780° пн. ш. 37.5627° сх. д. |      |
|  | Нові Черемушки      | 13 жовтня 1962   |                                 | −7         | колонна мілкого закладення трипрогінна    | 55°40′13″ пн. ш. 37°33′16″ сх. д. / 55.6702° пн. ш. 37.5544° сх. д. |      |
|  | Калузька            | 12 серпня 1974   | Воронцовська                    | −10        | колонна мілкого закладення трипрогінна    | 55°39′26″ пн. ш. 37°32′26″ сх. д. / 55.6571° пн. ш. 37.5405° сх. д. |      |
|  | Беляєво             | 12 серпня 1974   |                                 | −12        | колонна мілкого закладення трипрогінна    | 55°38′34″ пн. ш. 37°31′33″ сх. д. / 55.6428° пн. ш. 37.5257° сх. д. |      |
|  | Коньково            | 6 листопада 1987 |                                 | −8         | односклепінна мілкого закладення          | 55°38′00″ пн. ш. 37°31′08″ сх. д. / 55.6333° пн. ш. 37.5188° сх. д. |      |
|  | Теплий Стан         | 6 листопада 1987 |                                 | −8         | колонна мілкого закладення трипрогінна    | 55°37′09″ пн. ш. 37°30′30″ сх. д. / 55.6191° пн. ш. 37.5082° сх. д. |      |
|  | Ясенєво             | 17 січня 1990    |                                 | −8         | колонна мілкого закладення трипрогінна    | 55°36′23″ пн. ш. 37°32′00″ сх. д. / 55.6063° пн. ш. 37.5333° сх. д. |      |
|  | Новоясенєвська      | 17 січня 1990    | Бітцевський парк                | −7         | колонна мілкого закладення трипрогінна    | 55°36′04″ пн. ш. 37°33′15″ сх. д. / 55.6010° пн. ш. 37.5541° сх. д. |      |

## Пересадки
| # | Пересадка на лінію                | Зі станції                         | На станцію                    |
| - | --------------------------------- | ---------------------------------- | ----------------------------- |
|   | Сокольницька лінія                | Тургенєвська                       | Чисті пруди                   |
|   | Замоскворіцька лінія              | Третьяковська                      | Новокузнецька                 |
|   | Кільцева лінія                    | Жовтнева, Проспект Миру            | Жовтнева, Проспект Миру       |
|   | Тагансько-Краснопресненська лінія | Китай-город                        | Китай-город                   |
|   | Калінінська лінія                 | Третьяковська                      | Третьяковська                 |
|   | Люблинсько-Дмитрівська лінія      | Тургенєвська                       | Сретенський бульвар           |
|   | Велика кільцева лінія             | Ризька Калузька                    | Ризька Воронцовська           |
|   | Бутовська лінія                   | Новоясенєвська                     | Бітцевський парк              |
|   | Московська монорейка              | ВДНХ                               | Виставковий центр             |
|   | Московське центральне кільце      | Ботанічний сад Ленінський проспект | Ботанічний сад Площа Гагаріна |

Примітка: курсивом позначені проектовані станції.